# Seven Femenino de Canadá 2015
El Seven Femenino de Canadá de 2015 fue la primera edición del torneo canadiense de rugby 7, fue el cuarto de la Serie Mundial Femenina de Rugby 7 2014-15.
Se desarrolló en el Westhills Stadium de la ciudad de Langford, Canadá.

## Fase de grupos

### Grupo A
| Equipo        | Encuentros | Encuentros | Encuentros | Encuentros | Tantos  | Tantos    | Tantos     | Puntos |
| Equipo        | jugados    | ganados    | empatados  | perdidos   | a favor | en contra | diferencia | Puntos |
| ------------- | ---------- | ---------- | ---------- | ---------- | ------- | --------- | ---------- | ------ |
| Nueva Zelanda | 3          | 3          | 0          | 0          | 107     | 36        | +71        | 9      |
| Inglaterra    | 3          | 1          | 1          | 1          | 62      | 57        | +5         | 6      |
| Fiyi          | 3          | 1          | 1          | 1          | 53      | 62        | –9         | 6      |
| España        | 3          | 0          | 0          | 3          | 29      | 96        | –67        | 3      |

### Grupo B
| Equipo    | Encuentros | Encuentros | Encuentros | Encuentros | Tantos  | Tantos    | Tantos     | Puntos |
| Equipo    | jugados    | ganados    | empatados  | perdidos   | a favor | en contra | diferencia | Puntos |
| --------- | ---------- | ---------- | ---------- | ---------- | ------- | --------- | ---------- | ------ |
| Australia | 3          | 3          | 0          | 0          | 107     | 5         | +102       | 9      |
| Francia   | 3          | 2          | 0          | 1          | 61      | 29        | +32        | 7      |
| Brasil    | 3          | 1          | 0          | 2          | 29      | 77        | –48        | 5      |
| China     | 3          | 0          | 0          | 3          | 7       | 93        | –86        | 3      |

### Grupo C
| Equipo         | Encuentros | Encuentros | Encuentros | Encuentros | Tantos  | Tantos    | Tantos     | Puntos |
| Equipo         | jugados    | ganados    | empatados  | perdidos   | a favor | en contra | diferencia | Puntos |
| -------------- | ---------- | ---------- | ---------- | ---------- | ------- | --------- | ---------- | ------ |
| Canadá         | 3          | 3          | 0          | 0          | 92      | 30        | +62        | 9      |
| Estados Unidos | 2          | 2          | 0          | 1          | 72      | 38        | +34        | 7      |
| Rusia          | 3          | 1          | 0          | 2          | 51      | 48        | +3         | 5      |
| Sudáfrica      | 3          | 0          | 0          | 3          | 10      | 109       | –99        | 3      |

## Fase Final

### Copa de oro
|  | Cuartos de final | Cuartos de final | Cuartos de final |               |            | Semifinales | Semifinales | Semifinales |            |              | Copa         | Copa         | Copa |  |
|  |                  |                  |                  |               |            |             |             |             |            |              |              |              |      |  |
|  |                  |                  |                  |               |            |             |             |             |            |              |              |              |      |  |
|  | Rusia            | Rusia            | 17               |               |            |             |             |             |            |              |              |              |      |  |
|  | Rusia            | Rusia            | 17               |               |            |             |             |             |            |              |              |              |      |  |
|  | Australia        | Australia        | 12               |               |            |             |             |             |            |              |              |              |      |  |
|  | Australia        | Australia        | 12               |               | Rusia      | Rusia       | 14          |             |            |              |              |              |      |  |
|  |                  |                  |                  |               | Rusia      | Rusia       | 14          |             |            |              |              |              |      |  |
|  |                  |                  | Francia          | Francia       | 12         |             |             |             |            |              |              |              |      |  |
|  | Francia          | Francia          | Francia          | Francia       | 12         | 17          |             |             |            |              |              |              |      |  |
|  | Francia          | Francia          |                  |               |            |             |             |             |            |              |              |              |      |  |
|  | Estados Unidos   | Estados Unidos   | 0                |               |            |             |             |             |            |              |              |              |      |  |
|  | Estados Unidos   | Estados Unidos   | 0                |               |            |             |             |             |            | Rusia        | Rusia        | 10           |      |  |
|  |                  |                  |                  |               |            |             |             |             |            | Rusia        | Rusia        | 10           |      |  |
|  |                  |                  | Nueva Zelanda    | Nueva Zelanda | 29         |             |             |             |            |              |              |              |      |  |
|  | Inglaterra       | Inglaterra       | Nueva Zelanda    | Nueva Zelanda | 29         | 12          |             |             |            |              |              |              |      |  |
|  | Inglaterra       | Inglaterra       |                  |               |            |             |             |             |            |              |              |              |      |  |
|  | Canadá           | Canadá           | 5                |               |            |             |             |             |            |              |              |              |      |  |
|  | Canadá           | Canadá           | 5                |               | Inglaterra | Inglaterra  | 14          |             |            | Tercer lugar | Tercer lugar | Tercer lugar |      |  |
|  |                  |                  |                  |               | Inglaterra | Inglaterra  | 14          |             |            | Tercer lugar | Tercer lugar | Tercer lugar |      |  |
|  |                  |                  | Nueva Zelanda    | Nueva Zelanda | 24         |             |             |             |            |              |              |              |      |  |
|  | Nueva Zelanda    | Nueva Zelanda    | Nueva Zelanda    | Nueva Zelanda | 24         | 26          |             |             | Inglaterra | Inglaterra   | 19           |              |      |  |
|  | Nueva Zelanda    | Nueva Zelanda    |                  |               |            |             |             |             | Inglaterra | Inglaterra   | 19           |              |      |  |
|  | Fiyi             | Fiyi             | 5                |               |            |             |             |             |            |              | Francia      | Francia      | 7    |  |
|  | Fiyi             | Fiyi             | 5                |               |            |             |             |             |            |              | Francia      | Francia      | 7    |  |
|  |                  |                  |                  |               |            |             |             |             |            |              |              |              |      |  |

| Bandera de Nueva Zelanda |
| Campeón Nueva Zelanda    |
| 4º título del circuito   |